# Liao Wen
Liao Wen (chinesisch: 廖雯; * 1961 in Peking) ist eine chinesische Kunsthistorikerin, Kuratorin und Kunstkritikerin.

## Leben und Wirken
Sie absolvierte 1984 ihr Studium an der Fakultät für chinesische Sprache und Literatur der Capital Normal University in Peking. Im Jahr 1987 wurde sie Redakteurin der Kunstzeitschrift Fine Arts in China, die von der Chinesischen Nationalen Akademie der Künste herausgegeben wird. Seit 1993 ist Liao Wen freiberuflich als Kuratorin und Kritikerin tätig.
Ihre Interessengebiete sind die zeitgenössische chinesische Tuschmalerei (Ink Art), feministische Kunstkritik in China und die theoretische Auseinandersetzung mit chinesischer Gegenwartskunst.

### Projekte
Zu den Ausstellungen, die sie kuratiert hat, zählen u. a. Women’s Approach to Chinese Contemporary Art (1995), Floweriness (2006), Amusing Ourselves Not to Death (2009), One Meter Square (2013), Artificial Garden (2016) sowie Existence (2021). Diese Ausstellungen reflektieren nicht nur zentrale Tendenzen der zeitgenössischen chinesischen Kunst, sondern thematisieren auch Genderdiskurse und alternative ästhetische Zugänge.
Seit 2008 ist Liao Wen zudem im Bereich des experimentellen Theaters aktiv. 2014 gründete sie das Dayou Flexible Theatre, eine Plattform, die sich der Erforschung hybrider performativer Ausdrucksformen widmet. Ziel ist es, die Grenzen zwischen Kunstdisziplinen aufzubrechen und durch performative Praxis soziale Rollenzuschreibungen zu hinterfragen sowie die Bedingungen künstlerischer Freiheit neu auszuloten.
Im Rahmen dieser Plattform realisierte sie zahlreiche Performances und Videoarbeiten, darunter:
- Ultimate Freedom (Flexible Art Performance, 2016),
- ChiChu (Slow Down) (Flexibles Kurzvideo, 2020),
- Colorween (Flexibles Kurzvideo, 2021),
- Qin Qi Shu Hua – Laute, Schach, Kalligrafie und Malerei (Flexible Art Performance, 2022),
- Talk to Horse (Flexible Art Performance, 2023),
- Mountains Can Be Moved (Flexible Art Performance und Kurzvideo, 2023).

## Ausstellungen (Auswahl)
- Ink Women: Contemporary Female Ink Artists in China, Beijing, 2006
- Transcending Ink: Re-thinking Chinese Ink Art, Peking/Shanghai, 2012
- China Avantgarde – Then and Now, internationale Stationen, 2010–2015

## Publikationen (Auswahl)
- Liao, Wen: Ink, Body and Spirit – The Female Voice in Contemporary Chinese Art, 2007
- Beiträge in: Yishu – Journal of Contemporary Chinese Art, ArtAsiaPacific, u. a.